# Sablons (Gironde)
Sablons is een gemeente in het Franse departement Gironde (regio Nouvelle-Aquitaine). De plaats maakt deel uit van het arrondissement Libourne. Sablons telde op 1 januari 2022 1.315 inwoners.

## Geografie
De oppervlakte van Sablons bedroeg op 1 januari 2022 11,84 vierkante kilometer; de bevolkingsdichtheid was toen 111,1 inwoners per km².

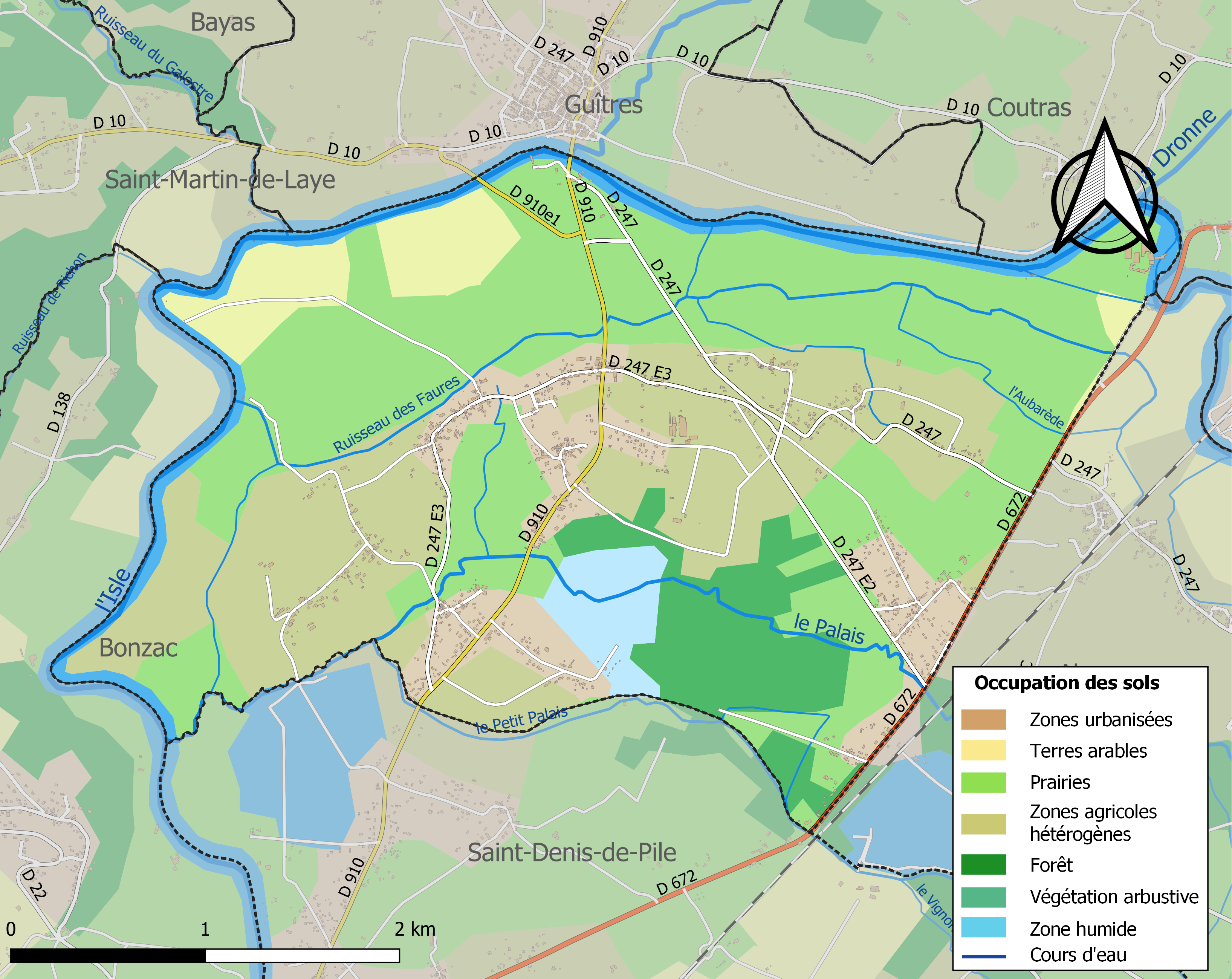
Kaart van de gemeente met belangrijkste infrastructuur, bodemgebruik en omliggende gemeenten

## Demografie
Onderstaande figuur toont het verloop van het inwonertal (bron: INSEE-tellingen).